# Вторая Вашингтонская конференция
Вторая Вашингтонская конференция проходила с 19 по 25 июня 1942 года. По её итогам было принято решение о проведении совместной англо-американской десантной операции в Северной Африке. Не имеет кодового названия, потому что была созвана поспешно и считалась в то время набором переговоров военных чиновников, а не формальной конференцией. Две делегации возглавили премьер-министр Великобритании Уинстон Черчилль и Президент США Франклин Рузвельт соответственно.
Непосредственно перед началом конференции, 19 и 20 июня, Рузвельт провёл подготовительные переговоры с Черчиллем в своём родном городе, Нью-Йорке.

Рузвельт о встрече в Гайд-парке: 
Черчилль видел все эти корабли с последней войны, стоявшие на приколе на реке Гудзон, и в одном из своих великих всплесков фантазии он сказал: «Ей-богу, мы могли бы взять эти корабли и иже с ними, которые никуда не годятся, и потопить их у берега, чтобы обеспечить высадку.» Я хорошо оценил это, и мы говорили об этом весь день. Военные и военно-морские чиновники были поражены годовым ростом. Но Винни был прав. Великий человек, этот Черчилль, если вы можете идти в ногу с ним.
 Так родилась идея гавани Малберри.
На конференции обсуждалось, как западные союзники могли бы наилучшим образом помочь СССР. Американцы были готовы открыть второй фронт во Франции, но британцы не думали, что этот вариант ещё был возможным. Черчилль предложил разработать совместную кампанию в Средиземноморском театре, предполагающую нападение на Италию как на слабое место Оси. Была достигнута договорённость начать подготовку к вторжению в североафриканские колонии Франции Виши (операция «Факел»). Одной из первых конкретных мер, принятых для облегчения Рузвельту этой стратегии, было назначение 25 июня генерала Дуайта Эйзенхауэра главнокомандующим американских войск в европейском театре военных действий.
Рузвельт и Черчилль провели переговоры с членами Совета Тихоокеанского войны, королём Югославии Петром II Карагеоргиевичем и его министром иностранных дел и с советскими и китайскими представителями, с которыми они обсудили стратегические проблемы.